# Inno Setup
Inno Setup ist ein Programm, mit dem Installationsroutinen mit Hilfe von Skripten erstellt werden können. Zur Erstellung der Skripte ist lediglich ein Texteditor mit Syntaxhervorhebung im Paket enthalten, jedoch bieten andere Hersteller zusätzliche Software an, die auch eine grafische Benutzeroberfläche zur Paketerstellung bereitstellen.

## Entstehung
Die erste Version von Inno Setup entstand Anfang 1997, als der Softwareentwickler Jordan Russell nach einer einfachen Möglichkeit suchte, die 16-Bit- und 32-Bit-Version seiner Software zu verteilen. Mit den verfügbaren Lösungen war er unzufrieden, da diese für seine Zwecke entweder zu umfangreich, für den Anwender in der Bedienung zu kompliziert oder einfach nicht in einer 16-Bit- und 32-Bit-Fassung verfügbar waren. Deshalb entschloss er sich, selbst ein Installationsprogramm zu entwickeln, das er dann in der Version 1.09 auch anderen Interessierten frei zur Verfügung stellte.
Im Laufe der Zeit und dank einer wachsenden aktiven Anhängerschaft entwickelte sich aus diesem anfangs noch recht einfachen Programm ein sehr vielseitiges Werkzeug zum Erstellen von Installationsprogrammen, das heute in seinen Möglichkeiten vielfach an kommerzielle Lösungen heranreicht.

## Besondere Merkmale
Die Software unterstützt alle gängigen Windows-Betriebssysteme ab Windows 2000. Das Programm speichert die Installationsdatei entweder in einer einzigen Datei (EXE) oder teilt das Setup für mehrere Datenträger auf. Inno Setup unterstützt die Kompressionsmethoden ZIP (deflate), bzip2 und 7-Zips LZMA in verschiedenen Kompressionsstufen, mehrsprachige Installationen, Erstellung von Verknüpfungen, Anlegen von Registryeinträgen, passwortgeschützte oder verschlüsselte Installationen sowie eine „stille“ Installation und Deinstallation ohne Eingaben des Benutzers.
Die Software hat eine eigene Lizenz namens Inno Setup License (ähnlich BSD-Lizenz). Der Quelltext ist (für die Entwicklungsumgebung Delphi) vollständig verfügbar und darf uneingeschränkt verändert werden.

## Einschränkung für Windows Vista
Bei Verwendung von Inno Setup in Softwareprodukten ist es nicht möglich, von Microsoft eine Zertifizierung als „Designed for Windows Vista“ zu erhalten, da Inno Setup nicht in der Lage ist, die hierfür erforderlichen Windows-Installerdateien zu generieren.

## Ergänzungen durch andere Hersteller
Dank der Offenlegung des Quelltexts und der liberalen Lizenz gibt es für Inno Setup zahlreiche Plug-ins und Programme, von denen hier die wichtigsten kurz vorgestellt werden. Zusammen mit Inno Setup ergeben sie eine kostenlose Suite zur Erstellung von Installationspaketen. Durch Unterstützung von Pascal Script können zusätzliche Anpassungen vorgenommen werden.

### ISTool
Das ISTool soll dem Benutzer helfen, Skripte für Inno Setup zu erstellen. Eine Baumstruktur an der linken Seite strukturiert einzelne Rubriken, in denen der Nutzer seine Änderungen vornehmen kann, um ein individuelles Paket zu erstellen. Vom selben Hersteller gibt es auch die Download-DLL, die es ermöglicht, Dateien während der Installation herunterzuladen und die Billboard-DLL, um eine Slideshow während der Installation anzuzeigen.

### Inno Setup Form Designer
Diese Software ähnelt dem Formulardesigner in vielen Entwicklungsumgebungen und erlaubt es dem Benutzer, eigene Dialoge zu erstellen, die in Echtzeit in für Inno Setup verwertbaren Code umgewandelt werden. Zusätzlich enthält das Programm einen RTF Editor, mit dem zum Beispiel Lizenztexte erstellt werden können.

### Weitere Pakete
Inno Setup Skript #Includes nutzt die Fähigkeit von Inno Skripts, Includes zu verwenden, und implementiert zahlreiche zusätzliche Funktionen, wie z. B. das Abspielen von Musik oder die Generierung von Seriennummern für individuelle Pakete. Wizard Images enthält ein Paket von Grafiken für das Setup.